# 金東三
金 東三(김동삼、キム・トンサム、1878年6月23日 - 1937年4月13日)は朝鮮の独立活動家。本貫は義城金氏。本名は金肯植、雅名は一松。

## 生涯
1919年頃、上海市に定住した。
1931年にハルビン市で逮捕された後に懲役10年刑を宣告されて服役し、西大門刑務所で獄死した。死体は韓龍雲が引き取り、葬式を行った。

## 評価
儒教的学識とともに '満洲の虎'・'南満の猛虎’と呼ばれるほどに勇猛で金佐鎮・呉東振などと三大猛将と呼ばれた。

## 参考サイト
- 大韓民国国家報勲処, 이 달의 독립 운동가 상세자료 - 김동삼, 2005년